# Světový pohár v biatlonu 2022/2023 – Pokljuka
4. podnik Světového poháru v biatlonu v sezóně 2022/2023 probíhal od 5. do 8. ledna 2023 ve slovinské Pokljuce. Na programu podniku byly závody ve sprintech, stíhací závody, smíšená štafeta a smíšený závod dvojic.
V Pokljuce se jezdí světový pohár v biatlonu obvykle každý rok. Naposledy se zde konalo mistrovství světa v únoru 2021. 

## Program závodů
Oficiální program: 
| Datum    | Disciplína           | Začátek (SEČ) | Počet závodníků |
| -------- | -------------------- | ------------- | --------------- |
| 5. ledna | Sprint (ženy)        | 14:20         | 95              |
| 6. ledna | Sprint (muži)        | 14:20         | 92              |
| 7. ledna | Stíhací závod (ženy) | 11:30         | 55              |
| 7. ledna | Stíhací závod (muži) | 14:15         | 59              |
| 8. ledna | Smíšený závod dvojic | 11:45         | 24 týmů         |
| 8. ledna | Smíšená štafeta      | 14:25         | 24 týmů         |

## Průběh závodů

### Sprinty
V ženském závodě se zpočátku udržovala na prvním místě Slovenka Paulína Bátovská Fialková i přes to, že udělala jednu chybu na střelnici. Rychleji však jela Švédka Elvira Öbergová, která navíc střílela čistě a zvítězila. Před Fialkovou se v cíli zařadily ještě bezchybně střílející Francouzka Julia Simonová a Italka Dorothea Wiererová. Tou dobou již byla v závodě Markéta Davidová. Vleže střílela čistě, rychle jela a na druhou střelbu přijížděla první s náskokem jedné vteřiny. Zde však nezasáhla předposlední terč a klesla na průběžně páté místo, na kterém také dojela do cíle. „Byla jsem trošičku nepozorná. Nemyslím jsi, že jsem tu ránu odflákla, ale měla jsem pocit, že všechno sedí a nevypracovala jsem tu ránu tak, jak bych měla,“ zhodnotila v rozhovoru po závodě netrefený terč Davidová.Vůbec poprvé se v probíhajícím ročníku objevila vítězka toho předcházejícího Marte Olsbuová Røiselandová, která se vracela po zdravotní přestávce. S jedním zasaženým terčem dojela na 16. pozici. Další závodnicí byla domácí Anamarija Lampičová, pro kterou byl druhý start v závodech světového poháru. Nezasáhla šest terčů, z toho čtyři vstoje, a i přes třetí nejrychlejší běh dojela na konci sedmé desítky.

Český tým startoval pouze ve čtyřech, protože Eliška Václavíková byla nemocná. Za Davidovou skončila nejlépe Tereza Voborníková, která s jednou chybou a průměrným během skončila třicátá. Jessica Jislová střílela bezchybně, ale běžela pomaleji a dojela na  34. místě. V závodě neměla původně startovat Lucie Charvátová, ale její nachlazení bylo nakonec jen mírné. Běžela pomaleji než obvykle, naopak střílela lépe. Skončila těsně za bodovanými pozicemi na 42. místě. 
Ve sprintu mužů se dařilo Michalu Krčmářovi, který jel rychle a obě střelecké položky zvládl bezchybně. Do posledního kola odjížděl průběžně první, ale běžel o trochu pomaleji než Němec Benedikt Doll a dojel do cíle 0,6 vteřin za ním. Pak jej ohrožovali Ital Tommaso Giacomel a Rus závodící za Jižní Koreu Timofej Lapšin, kteří však v posledním kole jeli pomaleji a umístili se za Krčmářem. Předjeli jej však tři Norové: absolutně nejrychleji jedoucí Johannes Thingnes Bø, jeho bratr Tarjei Bø a Sturla Holm Laegreid, kteří v tomto pořadí obsadili stupně vítězů. Krčmář přesto pátým místem dosáhl nejlepšího umístění od stíhacího závodu v Östersundu v roce 2021. „Dneska odvedli velký kus práce kluci ze servisu. Myslím si, že jsme měli super lyže,“ pochválil pak práci českých servismanů.

Z dalších českých biatlonistů (kteří jeli kvůli nemoci Tomáše Mikysky a Vítězslava Horniga jen ve čtyřech)  se nejvíce dařilo juniorskému mistru světa Jonáši Marečkovi, který sice běžel pomalu, ale střílel bezchybně a 33. místem vybojoval svoje první body ve světovém poháru. Adam Václavík a Jakub Štvrtecký stříleli špatně a skončili na 48. a 55. pozici.

### Stíhací závody
Při úvodní střelbě v závodě žen udělala Markéta Davidová jako jediná z deseti vedoucích závodnic chybu a klesla ne deváté místo. V čele se udržovala Švédka Elvira Öbergová před Italkou Dorotheou Wiererovou. Za nimi se v dalších dvou kolech střídala Francouzka Julia Simonová se Slovenkou Paulínou Bátovskou Fialkovou. Na poslední střelbu přijížděla Davidová pátá, zastřílela čistě a do posledního kola odjížděla čtvrtá šest vteřin za Simonovou a čtyři před Bátovskou. V čele jela Öbergová s náskokem před Wiererovou, které v tomto pořadí dojely i do cíle. Simonová si třetí pozici udržela, ale Bátovská Davidovou brzy předjela. Češka však uhájila páté místo před rychle jedoucí Švédskou Linn Perssonovou a Němkou Denise Herrmannovou-Wickovou. „Samozřejmě bych si přála, aby mé nohy byly dnes živější, ale i tak jsem spokojená,“ komentovala svůj běžecký výkon.

Z dalších českých biatlonistek obsadila Tereza Voborníková po jedné chybě při střelbě vstoje 21. místo, čímž zlepšila svoje kariérní maximum. Jessica Jislová udělala také jednu střeleckou chybu a umístila se 11 pozic za Voborníkovou. Nachlazená Lucie Charvátová nestatovala. 
Závod mužů měl jednoznačný průběh, aspoň pokud jde o první místo. Nor Johannes Thingnes Bø udělal sice na střelnici celkem dvě chyby, ale běžel velmi rychle, stále si udržoval náskok a zvítězil o více než minutu. Za ním do poloviny závodu jeli medailisté ze stíhacího závodu, jeho krajané Tarjei Bø a Sturla Holm Laegreid. Ty po třetí střelbě předjeli Francouz Quentin Fillon Maillet a Ital Tommaso Giacomel. Do posledního kola pak odjížděl jako druhý Maillet jedenáct vteřin před Tarjeiem Bø. Ten jej v polovině kola dojel a předjel, ale Maillet se Nora udržel, v posledním stoupání před cílem jej zase předjel a dojel si pro druhé místo. Poprvé v probíhající sezoně se tak tento vítěz celkového hodnocení minulého ročníku postavil na stupně vítězů.

Michal Krčmář se zpočátku udržoval v první desítce, ale nezasáhl celkem pět terčů a dojel na 21. místě. Jonáš Mareček sice chyboval jen dvakrát, ale jel pomalu a dokončil závod na 44. pozici. Adam Václavík s šesti chybami na střelnici skončil padesátý.

### Smíšený závod dvojic
V tomto závodě zvítězila norská dvojice, která kromě druhého kola jela neustále v čele. Náskok získali především rychlým během na třetím a čtvrtém úseku. Za nimi se umístili francouzští biatlonisté, které zejména v posledním kole dojížděli Švýcaři; pořadí na stupních vítězů však už nezměnili.

Za české biatlonisty rozjížděl závod Adam Václavík. Musel na dvě trestná kola a propadl se na předposlední, 23. místo. Jessica Jislová pak na svém úseku střílela čistě a českou štafetu posunula na 19. pozici. Václavík pak pokračoval ve špatné střelbě, i když už na trestné kolo nemusel, a klesl o jednu pozici. Jislová na posledním úseku o trochu zrychlila běh, a i když se nevyhnula dvěma střeleckým chybám, zlepšila českou pozici na 15. místo v cíli. Český tým tak zaznamenal nejhorší výsledek sezóny (lepší byla i americká, japonská a moldavská štafeta), ale nedařilo se i některým dalším: Švédové skončili desátí, Italové jedenáctí a Němci dojeli na 13. místě.

### Smíšená štafeta
V čele štafetového závodu se zpočátku střídala Francie s Norskem. Oba týmy musely postupně na jedno trestné kolo, a tak se do čela dostala Itálie. Francouzská reprezentace, která startovala v nejsilnější sestavě, však po polovině závodu vedení převzala a s náskokem zvítězila. Druhá dojela Itálie před Švédskem. Norsko, které naopak nenasadilo své nejsilnější závodníky, skončilo šesté.

Za český tým rozbíhal štafetu Jonáš Mareček. Jel pomaleji a předával na osmém místě. Michal Krčmář zrychlil běh, ale udělal na střelnici tři chyby a posunul se jen o jednu pozici dopředu.  Tereza Voborníková udržela sedmé místo a Markéta Davidová se na lepší pozici neposunula, protože před ní jedoucí německé a norské biatlonistky už měly větší náskok a na střelnici výrazně nechybovaly.

## Umístění na stupních vítězů

### Muži
| Disciplína              | První místo          | Výkon             | Druhé místo            | Výkon             | Třetí místo          | Výkon             |
| Sprint (10 km)          | Johannes Thingnes Bø | 23:55,9 (1+0)     | Tarjei Bø              | 24:44,0 (0+0)     | Sturla Holm Laegreid | 24:51,5 (1+0)     |
| Stíhací závod (12,5 km) | Johannes Thingnes Bø | 31:43,2 (0+1+1+0) | Quentin Fillon Maillet | 32:48,1 (0+0+0+1) | Tarjei Bø            | 32:49,8 (0+0+0+1) |

### Ženy
| Disciplína            | První místo     | Výkon             | Druhé místo        | Výkon             | Třetí místo        | Výkon             |
| Sprint (7,5 km)       | Elvira Öbergová | 20:25,2 (0+0)     | Julia Simonová     | 20:32,1 (0+0)     | Dorothea Wiererová | 20:43,9 (0+0)     |
| Stíhací závod (10 km) | Elvira Öbergová | 29:41,6 (0+0+0+0) | Dorothea Wiererová | 29:59,2 (0+0+1+0) | Julia Simonová     | 30:04,0 (0+1+1+0) |

### Smíšené štafety
| Disciplína                           | První místo                                                                              | Výkon                                                     | Druhé místo                                                              | Výkon                                                     | Třetí místo                                                            | Výkon                                                     |
| Smíšený závod dvojic (6 km + 7,5 km) | NorskoVetle Sjåstad Christiansen Ingrid Landmark Tandrevoldová                           | 38:54,1 (0+2) (0+2) (0+1) (0+1)                           | FrancieAntonin Guigonnat Lou Jeanmonnotová                               | 39:35,1 (0+3) (0+1) (0+1) (0+1)                           | ŠvýcarskoNiklas Hartweg Ammy Basergaová                                | 39:44,7 (0+3) (0+3) (0+2) (0+0)                           |
| Smíšená štafeta (4×7,5 km)           | FrancieFabien Claude Quentin Fillon Maillet Anaïs Chevalierová-Bouchetová Julia Simonová | 1:19:49,9 (0+1) (0+0) (1+3) (0+1) (0+1) (0+0) (0+0) (0+1) | ItálieDidier Bionaz Tommaso Giacomel Dorothea Wiererová Lisa Vittozziová | 1:20:14,5 (0+1) (0+1) (0+0) (0+2) (0+2) (0+0) (0+0) (0+1) | ŠvédskoJesper Nelin Martin Ponsiluoma Mona Brorssonová Elvira Öbergová | 1:20:36,1 (0+0) (0+0) (1+3) (0+1) (0+0) (0+1) (0+0) (0+0) |

## Pořadí zemí
| Pořadí | Země    | 1. místo | 2. místo | 3. místo | Celkově |
| ------ | ------- | -------- | -------- | -------- | ------- |
| 1.     | Norsko  | 2        | 1        | 2        | 5       |
| 2.     | Švédsko | 2        | 0        | 0        | 2       |
| 3.     | Francie | 0        | 2        | 1        | 3       |
| 4 .    | Itálie  | 0        | 1        | 1        | 2       |
|        | Celkem  | 4        | 4        | 4        | 12      |